# Muzej mozaikov Velike palače
Muzej mozaikov Velike palače (turško Büyük Saray Mozaikleri Müzesi) stoji blizu trga Sultanahmet v Carigradu v Turčiji, na bazarju Arasta. Muzej hrani mozaike iz bizantinskega obdobja, ki so jih odkrili na mestu Velike palače v Konstantinoplu.

## Zgodovina
Muzej gosti mozaike, ki so bili uporabljeni za okrasitev tlaka peristilnega dvorišča, verjetno iz časa vladavine bizantinskega cesarja Justinijana I. (vladal 527–565), čeprav novejše analize kažejo na kasnejši datum v času vladavine Heraklija. Odkrili so jih britanski arheologi z univerze St Andrews na Škotskem med obsežnimi izkopavanji na bazarju Arasta na trgu sultana Ahmeta v letih 1935–1938 in 1951–1954. Območje je bilo del jugozahodnega prostora Velike palače, izkopavanja pa so odkrila veliko peristilno dvorišče s površino 1872 m², v celoti okrašeno z mozaiki. Na tej točki se je Avstrijska akademija znanosti pod vodstvom prof. dr. Wernerja Jobsta zavezala, da bo preučila in ohranila znameniti palačni mozaik ter izvedla dodatne arheološke raziskave (1983–1997) v okviru projekta sodelovanja z Generalni direktorat za spomenike in muzeje v Turčiji.
Predmeti mozaikov segajo od dionizične procesije (slon in ženska z vrčem do številnih bojnih prizorov, ki prikazujejo bojevnike ljudi in nečloveških živali. Med njimi so tudi različne živali, vključno levi, orli, kače in celo več različic grifinov.
Muzej je bil zaprt zaradi restavratorskih dejavnosti julija 2023. Maja 2024 muzej ostaja zaprt in datum ponovnega odprtja ni bil objavljen.

## Galerija
- Talni mozaik ženske, ki nosi lonec (okoli 5. stoletja)
- Talni mozaik otroka in osla (okoli 5. stoletja)
- Pastirji z živalmi
- Slon
- Jahanje dromedarja
- Medved s plenom
- Fant in pes
- Scena lova
- Okras
- Napad grifina
- Igra v areni